# Casa Bonet (Guàrdia de Noguera)
La Casa Bonet és un habitatge de Guàrdia de Noguera, al municipi de Castell de Mur (Pallars Jussà) inclòs a l'Inventari del Patrimoni Arquitectònic de Catalunya.

## Descripció
Habitatge unifamiliar entre mitgeres de planta baixa i dos pisos. Típic habitatge antic amb murs de pedra irregulars, portal adovellat i finestres de fusta. Coberta de teula. Escut heràldic a la clau del portal.